# 安全型自転車

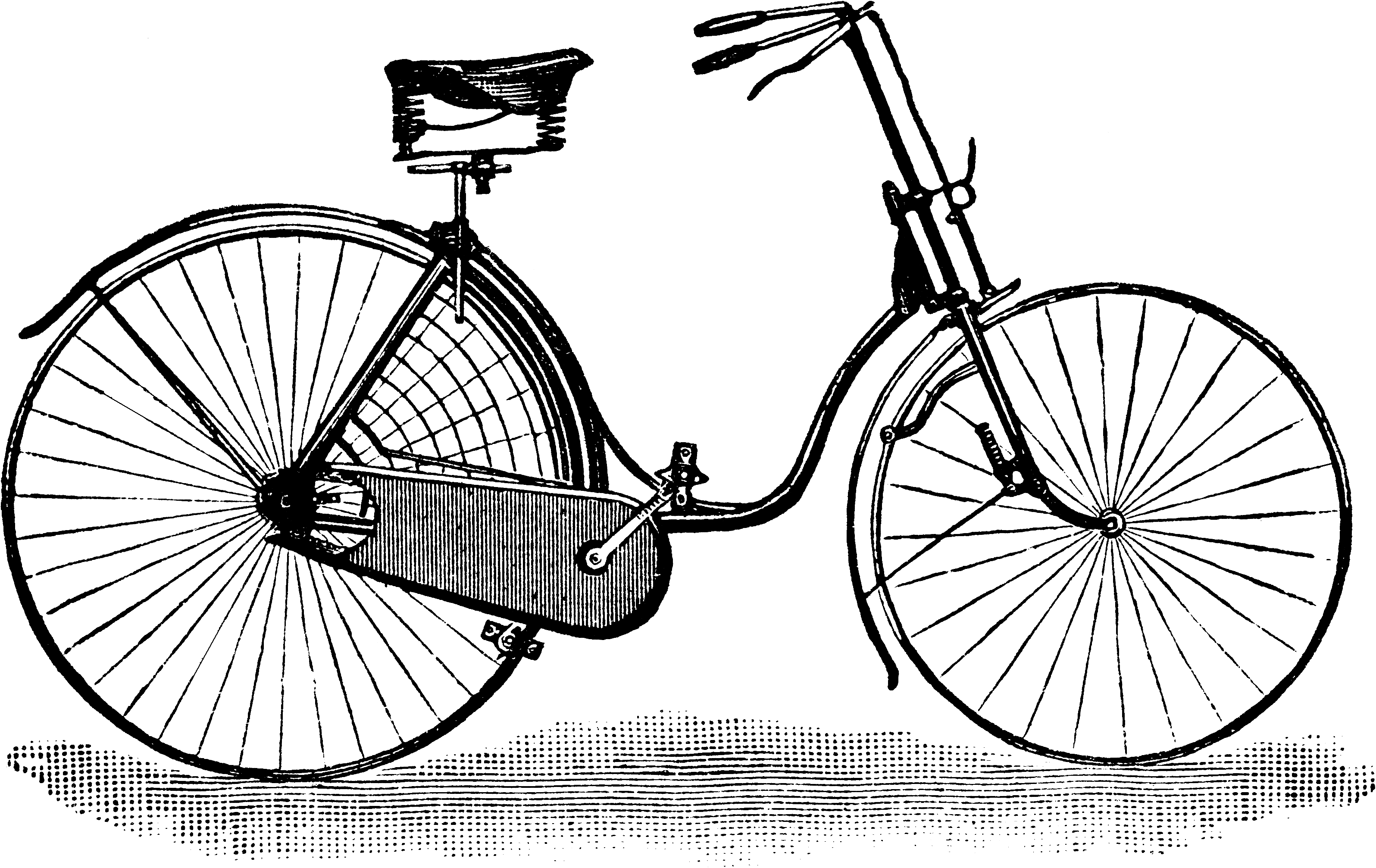
初期の安全型自転車（スターレーが考案したものに近い）

安全型自転車（あんぜんがたじてんしゃ）とは、ジョン・ケンプ・スターレーによって考案された自転車で、現代の自転車の原点と呼ばれている。

## 概要
スターレーはウィリアム・サットンと共同で「スターレー・アンド・サットン社（Starley & Sutton Co）」をイギリスのコヴェントリーに設立、1885年にこの自転車を「ローバー安全型自転車（Rover Safety Bicycle）」という名で販売した。販売直後から好評となり他のメーカーが後を追い模倣をしてイギリス全土に広まり、そしてヨーロッパ、そして全世界へと輸出された。

## 特徴
2つのほぼ同じサイズの車輪を前後に設置して乗り手がその中央に座るという点はドライジーネ、ベロシペードと似ているが、違う点では前輪が後ろに傾斜したフロントフォークではさみこまれてその先端がハンドルを介して乗り手の手前にある事、後輪がチェーン駆動を介して乗り手の真下にあるクランクとつながっており低重心でかつ操作性に優れる構造となっている。これにより従来のペニー・ファージング型自転車が持つ欠点、高重心による不安定性が解消され、さらにハンドルとペダルが人間の身体に自然な位置にとりつけられた事により操作性が向上し容易かつ安全に自転車を乗る事ができるようになった。
ただし販売された当初は従来の車輪、鉄製のホイールに固形ゴムを張り付けたものだったためにホイールが小さい安全型自転車は道路の凹凸の衝撃を拾いやすく乗り心地は必ずしもよくはなかった。しかし誕生とほとんど同時期の1888年にジョン・ボイド・ダンロップが空気を注入したゴムを使ったタイヤを考案、乗り心地と同時に速度の向上という恩恵を受ける事になり能力は飛躍的に向上した。
ブレーキは当初は後期のペニー・ファージング型につけられたような靴べらのような鉄の板とタイヤ表面で制動力を効かせるスプーン型ブレーキがだったが、後にロッド式リムブレーキとなった。ブレーキは前輪のみだったが、後輪の駆動が固定ギアだったのでペダリングで減速させる事も可能だった。
駆動方式はチェーン駆動だったものの、ペダルを止めると車輪の動きも止まる固定ギアでフリーホイールの登場はこれに続いて流行したロードスター型の登場直前まで待たなければならなかった。それでもブレーキがほとんど意味を持たず、制動力を効かせ過ぎるとすぐに転倒してしまうペニー・ファージング型と比べて格段に操作が容易になった。
フレームに関しては模索の状態が続いた。安全型自転車のデザインは他の自転車職人（この頃は自転車は職人の手作業で作られていた）にも広がっていきさまざまなフレームの形が試作され、中にはダースレイ・ペデルセン自転車（Dursley-Pedersen）のように現代でも愛好者がおり製作されている自転車も出てきたが試行錯誤の結果に最後まで生き残ったのがダイヤモンドフレームである。これは現在でも自転車のフレームの基本設計として残っている。

## 影響
もともと自転車はスポーツ機材として考えられていた経緯があり、ペニー・ファージング型は「速度をいかに出すか」という問いに答える形で洗練されていった自転車であった。しかしペニー・ファージング型は速度は出るものの、非常に高価かつ運転には危険が伴うため、産業革命で豊かになり余暇を楽しむようになったスポーツ好きの中流階級男性に需要がほぼ限られていた。危険を伴わずにだれもが乗れる安全型自転車の登場は、限られていた乗り手の範囲を一気に広げたのである。男性、女性、運動神経のあるなしにかかわらず中流階級の多くの人々が自転車を楽しむようになり、その範囲は階級をも超えた。すなわち、高価で危険なペニー・ファージング型自転車に日常生活での必要性を感じなかった労働者階級が、安全型自転車によって自転車そのものへの実用性を見出し、そういった人々の需要に呼応して大量生産されていき、価格が低下した。そしてロードスター型が誕生する事となる。
またスポーツの機材としても安全型自転車は多大な貢献をする。ダイヤモンドフレームが安全型自転車のフレームとして確立していくと、人間の筋力をどうやって効率良く伝えるかという課題に取り組むようになる。乗車姿勢が模索された結果、セミドロップ、そしてドロップハンドルの誕生へとつながっていく。自転車が大量生産されていく中で1910年前後にはロードバイクの原形（ただし構造は現在で言う固定ギアにむしろ近い）がほぼできあがり、自転車が実用とスポーツ用で二分化され始めていく。そしてフリーホイール機能、変速機を得てロードレーサーへと発展していく事になる。